# Pour un dollar je tire
Pour plus de détails, voir Fiche technique et Distribution.
Pour un dollar je tire (T'ammazzo!... Raccomandati a Dio) est un western spaghetti italien sorti en 1968, réalisé par Osvaldo Civirani.

## Synopsis
Dans un cimitière, un prêtre achève les funérailles de Ray, un hors-la-loi sur la tête duquel il y avait une prime de mille dollars. Au loin, sur une colline, un individu observe la scène et se rend chez le Portugais pour récupérer un butin.

## Fiche technique
- Titre français : Pour un dollar je tire[1]
- Titre original italien : T'ammazzo!... Raccomandati a Dio
- Réalisation : Osvaldo Civirani
- Scénario : Tito Carpi, Osvaldo Civirani et Luciano Gregoretti
- Genre : western spaghetti
- Musique : Angelo Francesco Lavagnino
- Production : Osvaldo Civirani pour Denwer Film
- Photographie : Osvaldo Civirani
- Format d'image : 2.35:1
- Montage : Nella Nannuzzi
- Durée : 106 min
- Décors : Paola Mugnai
- Maquillage : Marcello Di Paolo et Marisa Manici
- Pays de production :  Italie
- Dates de sortie :
  - Italie : 1968
  - France : 15 octobre 1969[1]

## Distribution
- George Hilton : Glenn
- Sandra Milo : Liz
- John Ireland
- Gordon Mitchell : le Portugais
- Dick Palmer
- Piero Vida (it)
- Franco Ressel
- Monica Pardo
- Andrew Scott
- Franco Gulà
- Carla Brait (it)
- Rossella Bergamonti
- Renato Chiantoni (it)
- Ivan Scratuglia
- Enzo Andronico
- Roberto Messina (it)
- Mario De Vico